# Elezioni regionali in Friuli-Venezia Giulia del 1973
Le elezioni regionali in Friuli Venezia Giulia del 1973 si sono svolte il 17 e 18 giugno 1973. Sono state le terze nella storia della regione. La durata della legislatura regionale era stata portata da 4 a 5 anni con l'art. 2 della legge costituzionale 23 febbraio 1972 nr 1. L'art. 4 prorogava il consiglio eletto nel 1968 per un anno oltre la sua iniziale scadenza.
Il regime elettorale previsto è un sistema proporzionale, senza elezione diretta del Presidente della Giunta. La legge determina il numero dei consiglieri regionali in ragione di uno ogni 20.000 abitanti, o frazione superiore ai 10.000. Anche per tali elezioni il numero di consiglieri da eleggere è così fissato in 61.
Il primo partito è risultata la Democrazia Cristiana, col 39,7% dei voti, seguita dal Partito Comunista Italiano col 20,9% e dal Partito Socialista Italiano, col 12,3% dei suffragi. Il Consiglio regionale ha eletto, il 7 luglio 1973 la Giunta Regionale e Antonio Comelli, della DC, come presidente della Regione.
Il 22 novembre 1974, dopo una crisi di giunta di due mesi, è stato eletto un nuovo governo regionale, sempre con a capo Antonio Comelli. Infine il 23 dicembre 1975 è nata la terza giunta della legislatura, sempre guidata da Comelli.
Gli elettori chiamati al voto sono stati 919.799. Si sono recati al voto 824.753 cittadini, con un'affluenza pari all'89,67%.

## Sistema elettorale

### Natura del sistema
Il sistema elettorale è stato in parte modificato con la legge regionale 17 aprile 1973, nr. 27, che però non ha effettuato cambiamenti in merito all'attribuzione dei seggi fra le liste.
Secondo l'art.1 della legge elettorale l'assegnazione dei seggi tra le liste concorrenti è effettuata in ragione proporzionale, mediante riparto nelle singole circoscrizioni in cui è diviso il territorio regionale, con recupero dei voti residui in sede regionale. Ogni elettore dispone di un voto di lista e può attribuire delle preferenze, due, se i Consiglieri regionali da eleggere sono fino a sei; di tre se i Consiglieri regionali da eleggere sono in numero da sette a quattordici; di quattro se i Consiglieri regionali da eleggere sono in numero da quindici in poi.
Viene applicato, in via generale, quanto disposto dal testo unico delle leggi per l'elezione della Camera dei deputati, approvato con decreto del Presidente della Repubblica 30 marzo 1957, n. 361.
Secondo l'art. 15 dello Statuto sono elettori del consiglio gli iscritti nelle liste elettorali dei Comuni della Regione (ovvero tutti i cittadini che abbiano compiuto 21 anni alla data delle elezioni), mentre sono eleggibili al consiglio regionale gli elettori che abbiano compiuto il 25º anno di età il giorno delle elezioni. L'ufficio di consigliere regionale è incompatibile con quello di membro di una delle Camere, di un altro Consiglio regionale, di un Consiglio provinciale, o di sindaco di un Comune con popolazione superiore a 10.000 abitanti. La legge prevede inoltre altri casi di inelegibilità e incadidabilità.
Gli artt. 38 e seguenti della legge elettorale stabiliscono le operazioni per la determinazione della ripartizione dei seggi fra le liste e fra i candidati. L'ufficio centrale circoscrizionale, dopo il controllo delle schede e la raccolta dei dati, procede a determinare la cifra elettorale di ogni lista. Divide il totale delle cifre elettorali di tutte le liste per il numero dei seggi assegnati alla circoscrizione più uno, ottenendo così il quoziente elettorale circoscrizionale: nell'effettuare la divisione, trascura l'eventuale parte frazionaria del quoziente. Attribuisce, quindi, ad ogni lista tanti seggi quante volte il quoziente elettorale risulti contenuto nella rispettiva cifra elettorale. I seggi che rimangono non assegnati vengono attribuiti al Collegio unico regionale. Se, con il quoziente calcolato come sopra, il numero dei seggi da attribuire alle varie liste superi quello dei seggi assegnati alla circoscrizione, le operazioni si ripetono con un nuovo quoziente ottenuto diminuendo di una unità il divisore. I seggi che rimangono non assegnati, vengono attribuiti al Collegio unico regionale. Tale Ufficio, inoltre, determina la cifra individuale di ogni candidato.
Successivamente l'Ufficio centrale regionale determina il numero dei seggi non attribuiti nelle circoscrizioni e, per ciascuna lista, il numero dei voti residuati. Successivamente procede alla somma dei predetti voti per tutte le liste aventi lo stesso contrassegno, che siano state presentate in almeno due circoscrizioni e che abbiano ottenuto non meno di 5.000 voti validi complessivi.
Divide la somma dei voti residuati di tutti i gruppi di liste per il numero dei seggi da attribuire; nell'effettuare la divisione, trascura l'eventuale parte frazionaria del quoziente. Il risultato costituisce il quoziente elettorale regionale. Divide, poi, la somma dei voti residuati di ogni gruppo di liste per tale quoziente; il risultato rappresenta il numero dei seggi da assegnare a ciascun gruppo. I seggi che rimangono ancora da attribuire sono rispettivamente assegnati ai gruppi per i quali queste ultime divisioni hanno dato maggiori resti e, in caso di parità di resti, a quei gruppi che abbiano avuto maggiori voti residuati; a parità di questi ultimi si procede a sorteggio. I seggi spettanti a ciascun gruppo di liste vengono attribuiti alle rispettive liste nelle singole circoscrizioni, seguendo la graduatoria decrescente dei voti residuati espressi in percentuale del relativo quoziente circoscrizionale. A tal fine si moltiplica per cento il numero dei voti residuati di ciascuna lista e si divide il prodotto per il quoziente circoscrizionale. Qualora in una circoscrizione fosse assegnato un seggio ad una lista i cui candidati fossero stati già tutti proclamati eletti dall'Ufficio centrale circoscrizionale, l'Ufficio centrale regionale attribuisce il seggio alla lista di un'altra circoscrizione proseguendo nella graduatoria anzidetta.

### Ripartizione in circoscrizioni
Il territorio della Regione è ripartito in circoscrizioni elettorali corrispondenti ai circondari soggetti alla giurisdizione dei tribunali. Le circoscrizioni di Trieste, Gorizia e Pordenone corrispondono al territorio delle relative provincie, mentre la provincia di Udine è ripartita in due circoscrizioni: Udine e Tolmezzo.

## Composizione degli schieramenti
Rispetto alle elezioni del 1968 il Partito Socialista Italiano e il Partito Socialdemocratico Italiano hanno ripreso la loro autonomia, abbandonando il progetto di aggregazione che aveva condotto alla nascita del Partito Socialista Unificato; nella circostanza, i socialdemocratici hanno acquisito il nome di Partito Socialista Unitario, assumendo l'originaria denominazione (PSDI) nel 1971.
Sempre nell'ala sinistra dello schieramento politico il Partito Socialista Italiano di Unità Proletaria nel luglio del 1972 è confluito, nella sua parte maggioritaria, nel Partito Comunista Italiano. Alle elezioni regionali del 1973 si è presentato anche un altro movimento d'ispirazione comunista, il Partito Comunista d'Italia (marxista-leninista). Rispetto alle elezioni del 1968 il Partito Repubblicano Italiano ha riassorbito la scissione dell'Unione Democratica per la Nuova Repubblica, mentre non è presente il Partito Democratico Italiano di Unità Monarchica, che si è sciolto nel Movimento Sociale Italiano, nel luglio del 1972.
Tra i partiti regionalisti è stata confermata la corsa di Movimento Friuli, della Slovenska Skupnost e del Movimento Indipendentista Triestino, che in questa occasione si è presentato in tutte le circoscrizioni, dopo l'accordo con un gruppo di indipendentisti friulani.

### Liste ammesse al voto
Le seguenti liste sono ammesse alla competizione elettorale:
- Democrazia Cristiana (DC)
- Gr. Pol. Indip. Friul.-Movimento Indipendentista Triestino (MIT)
- Movimento Friuli (MF) (solo nelle circoscrizioni di Udine, Pordenone e Tolmezzo)
- Movimento Sociale Italiano - Destra Nazionale (MSI-DN)
- Partito Comunista Marxista-Leninista (PCM-L)
- Partito Comunista Italiano (PCI)
- Partito Liberale Italiano (PLI)
- Partito Repubblicano Italiano (PRI)
- Partito Socialista Democratico Italiano (PSDI)
- Partito Socialista Italiano (PSI)
- Slovenska Skupnost (SSk) (solo nelle circoscrizioni di Trieste e Gorizia)

## Numeri e costi delle elezioni

### Affluenza
Gli elettori chiamati al voto sono 919.799. Si sono recati al voto 824.753 elettori, con un'affluenza dell'89,67% contro il 87,92% delle regionali del 1968.

### Schede bianche e nulle
Le schede bianche sono state 14.179 (pari al 1,72% dei voti espressi), le schede nulle sono state 16.781 (pari al 2,03%).

## Risultati
I risultati in merito ai voti alle liste e la distribuzione dei seggi sono indicati nella seguente tabella:
| Liste | Liste                                                      | voti    | %      | seggi |
| ----- | ---------------------------------------------------------- | ------- | ------ | ----- |
|       | Democrazia Cristiana                                       | 315.198 | 39,71% | 26    |
|       | Partito Comunista Italiano                                 | 166.018 | 20,91% | 13    |
|       | Partito Socialista Italiano                                | 97.259  | 12,25% | 8     |
|       | Partito Socialista Democratico Italiano                    | 64.959  | 8,18%  | 4     |
|       | Movimento Sociale Italiano - Destra Nazionale              | 59.585  | 7,51%  | 4     |
|       | Partito Liberale Italiano                                  | 28.883  | 3,64%  | 2     |
|       | Movimento Friuli                                           | 23.648  | 2,98%  | 2     |
|       | Partito Repubblicano Italiano                              | 21.306  | 2,68%  | 1     |
|       | Slovenska Skupnost                                         | 10.185  | 1,28%  | 1     |
|       | Gr. Pol. Indip. Friul.-Movimento Indipendentista Triestino | 4.684   | 0,59%  | -     |
|       | Partito Comunista Marxista-Leninista                       | 2.068   | 0,26%  | -     |
|       | Totale dei voti validi                                     | 793.793 | 100,00 | 61    |
|       |                                                            |         |        |       |

## Analisi del voto

### Trend di voto
La Democrazia Cristiana ha perso oltre il 5%, cedendo anche tre seggi. Nell'area di governo questo arretramento è stato più che assorbito dal Partito Socialista Italiano e dal Partito Socialista Democratico Italiano che, rispetto al dato del Partito Socialista Unificato del 1968, hanno recuperato oltre 10 punti percentuali, tornando su livelli non lontani da quelli del 1964.
Vi è stato un leggero aumento per il Partito Comunista Italiano, che gode anche dell'assenza del Partito Socialista Italiano di Unità Proletaria. A destra al calo consistente del Partito Liberale Italiano fa da controaltare l'aumento del Movimento Sociale Italiano (più 2,4% e un seggio in più). Tra i partiti autonomisti leggero arretramento per Slovenska Skupnost e indipendentisti triestini, mentre il Movimento Friuli vede quasi dimezzati i voti.

#### Tabella riepilogativa
| Lista                                                               | Diff. voti con Reg. 1968 | Diff. seggi con Reg. 1968 |
| ------------------------------------------------------------------- | ------------------------ | ------------------------- |
| Democrazia Cristiana                                                | 5,22                     | 3                         |
| Partito Comunista Italiano                                          | 0,81                     | 1                         |
| Partito Socialista Italiano-Partito Socialista Democratico Italiano | 10,41                    | 6                         |
| Partito Repubblicano Italiano                                       | 0,18                     | 0                         |
| Partito Liberale Italiano                                           | 1,20                     | 1                         |
| Movimento Sociale Italiano - Destra Nazionale                       | 2,39                     | 1                         |
| Slovenska Skupnost                                                  | 0,14                     | 0                         |
| Movimento Indipendentista Triestino                                 | 0,13                     | 0                         |
| Movimento Friuli                                                    | 2,10                     | 1                         |
| altri                                                               | 4,91                     | 3                         |

### Analisi territoriale del voto
La Democrazia Cristiana si è confermata forte nelle tradizionali aree di Udine (44,2%), Pordenone (43%) e Tolmezzo, pur in arretramento rispetto al 1968. Il Partito Comunista Italiano ha mantenuto i risultati migliori a Trieste (24,5%) e Gorizia (27,6%).
La circoscrizione di Trieste ha confermato la forza del Movimento Sociale Italiano (quasi 13% contro il circa 6% delle altre zone), così come per il Partito Liberale Italiano (6,7%). Il Partito Socialista Italiano e il Partito Socialista Democratico Italiano hanno raggiunto i migliori risultati a Pordenone (15,3% e quasi 10% rispettivamente) a Tolmezzo col 17,2% per il PSI e oltre il 13% per il PSDI. Il Partito Repubblicano Italiano ha superato il 5% nella zona di Trieste.

## Esito delle elezioni
A seguito di quanto previsto dagli art. 35 e 36 dello Statuto il Consiglio regionale ha eletto, il 7 luglio 1973 la Giunta Regionale e Antonio Comelli, della DC, come presidente della Regione, in sostituzione di Alfredo Berzanti, presidente della Giunta dal 1964. Berzanti è stato eletto Presidente del Consiglio regionale.
Il 22 novembre 1974, dopo una crisi di giunta di due mesi, è stato eletto un nuovo governo regionale, sempre con a capo Antonio Comelli, ancora sostenuto da DC, PSI, PSDI e PRI. Il 4 dicembre 1974 il socialista Arnaldo Pittoni, primo non democristiano della storia della Regione, è eletto alla Presidenza del Consiglio, in sostituzione di Berzanti. Infine il 23 dicembre 1975 è nata la terza giunta della legislatura, sempre guidata da Comelli, ma composta solo da DC, PSDI e PRI.

### Tabella riepilogativa
| N. | Ritratto         | Ritratto          | Nome (Nascita-Morte)        | Mandato        | Mandato                          | Partito              | Giunta    | Composizione                    |
| -- | ---------------- | ----------------- | --------------------------- | -------------- | -------------------------------- | -------------------- | --------- | ------------------------------- |
| 1º |                  |                   | Antonio Comelli (1920-1998) | 30 luglio 1973 | 22 novembre 1974                 | Democrazia Cristiana | Comelli I | DC (9)-PSI (3)-PSDI (2)-PRI (1) |
| 1º | 22 novembre 1974 | 23 dicembre 1975  | Antonio Comelli (1920-1998) | Comelli II     | DC (10)-PSI (2)-PSDI (2)-PRI (1) | Democrazia Cristiana |           |                                 |
| 1º | 23 dicembre 1975 | 21 settembre 1978 | Antonio Comelli (1920-1998) | Comelli III    | DC (9) -PSDI (2)-PRI (1)         | Democrazia Cristiana |           |                                 |